# Kuvasz
El kuvasz es una raza de perro boyero originaria de Hungría, perteneciente al grupo 1 de la FCI y molosoide de tipo montaña. El American Kennel Club incluye la raza en el grupo de perros de trabajo.
Ha sido utilizado como guardián de ganado, pero durante los últimos años puede encontrarse en los hogares como animal de compañía.

## Historia
Aunque algunos creen que el Kuvasz ya existía en Hungría en la época de los hunos, otros opinan que llegó allí procedente de Asia y Turquía, con las invasiones mongoles. Su nombre deriva de una palabra turca que significa 'guardián seguro'. Durante algunos siglos, especialmente en el siglo XV, fue el fiel amigo de la aristocracia húngara. Durante las dos guerras mundiales la raza fue gravemente diezmada y durante la revuelta húngara de 1956 fue casi exterminada.
Es un guardián de rebaños incansable, defendiéndolos de los depredadores. Anteriormente había sido usado también como perro de caza para perseguir lobos, jabalíes y osos. Además es un gran guardián. En su país la policía y el ejército lo utilizan como auxiliar. En los últimos decenios se ha convertido también en perro de compañía.

## Descripción

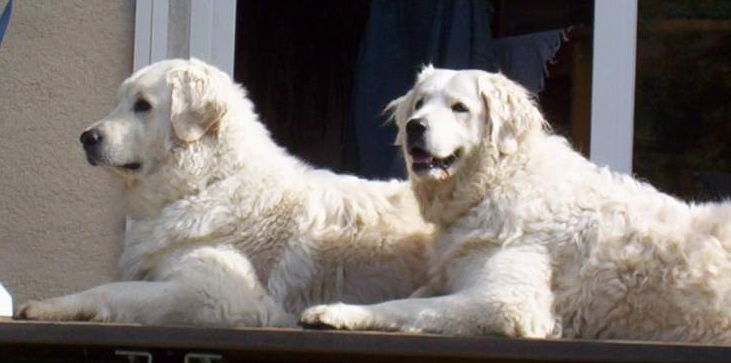
Una pareja de kuvasz.

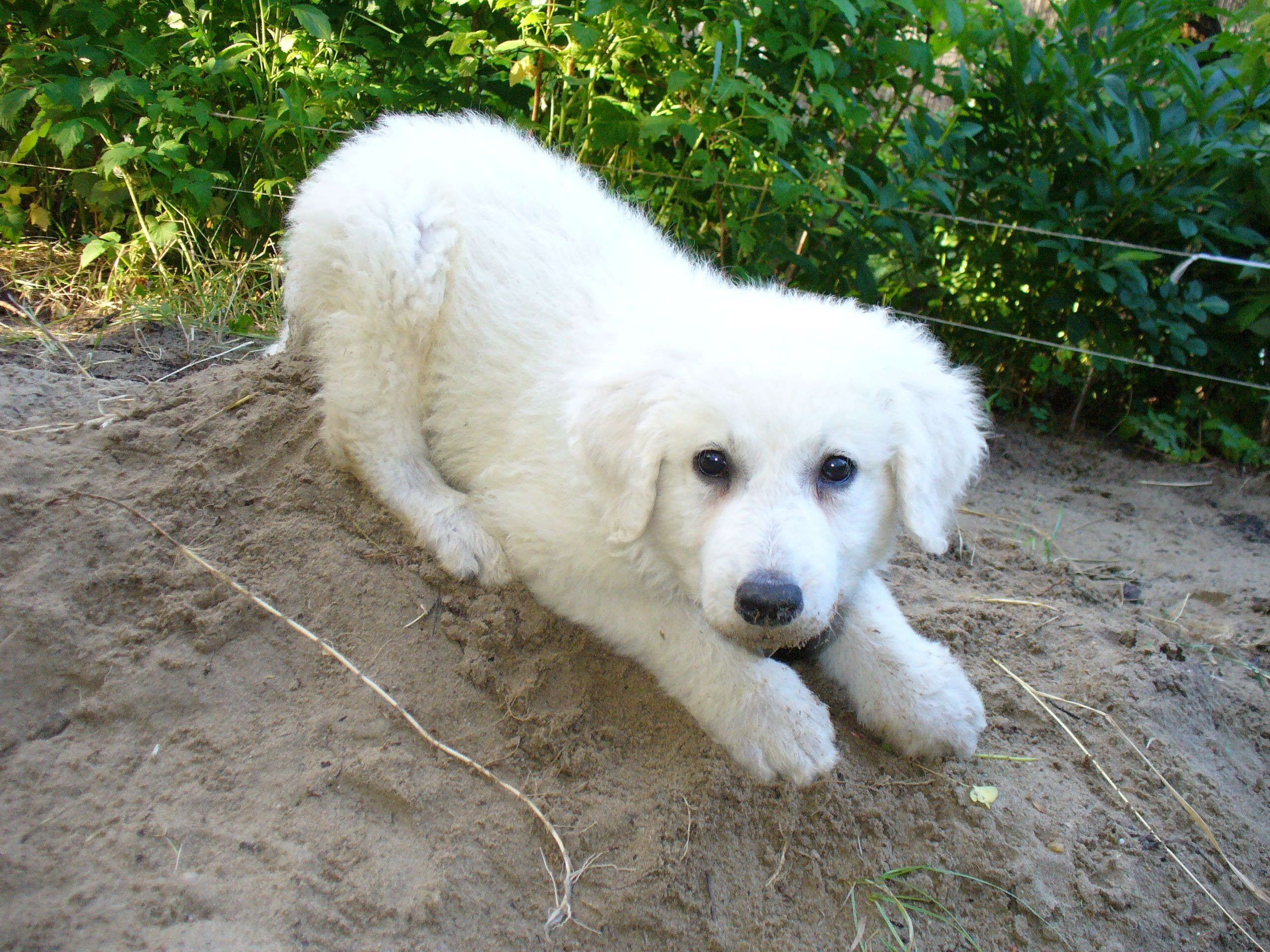
Cachorro de kuvasz.

El Kuvasz es de buena talla, sólidamente construido y con un aire digno. El cráneo debe ser ligeramente arqueado y el hocico no demasiado largo y en forma de cuña. Lleva las pequeñas orejas colgando en forma de V. El cuerpo es algo largo, con las costillas ligeramente salientes. Las patas son robustas y no demasiado largas. La cola es larga, un poco curvada en el extremo, donde luce un bonito penacho. El pelaje es largo, áspero y ondulado. El color es blanco puro, aunque puede aceptarse el blanco marfil.
El Kuvasz pierde mucho pelo a temporadas. El resto de cuidados son poco complicados. Hay que tener en cuenta que es un perro de personalidad fuerte, por lo que su educación debe ser temprana y puede poner a prueba la paciencia del educador. Necesita un espacio adecuado de movimientos y ejercicio.
Es un perro sobrio y sufrido, que resiste a la intemperie las condiciones más duras. Como perro casero es amigable, cariñoso e inteligente, y sobre todo un excelente guardián, valiente y tranquilo, desconfiado y hasta reservado con los extraños. Bajo su apariencia digna se esconde un temperamento juguetón que le hace ser un fiel amigo de los niños.
- Características:
  - Buen perro de trabajo.
  - Fiable perro guardián.
  - Compañero casero agradable.